# Жозеф Еланга
Жозеф Еланга Філь (фр. Joseph Elanga Fils, нар. 2 травня 1979, Яунде, Камерун) — колишній камерунський футболіст, що грав на позиції захисника.
Виступав, зокрема, за клуб «Мальме», а також національну збірну Камеруну.
Дворазовий чемпіон Швеції.

## Клубна кар'єра
Вихованець футбольної школи клубу «C.N.P.S.».
У дорослому футболі дебютував 1997 року виступами за команду клубу «Канон Яунде», в якій провів один сезон.
Згодом з 1998 по 2000 рік грав у складі команд клубів ПАОК та «Аполлон» (Каламарія).
Своєю грою за останню команду привернув увагу представників тренерського штабу клубу «Мальме», до складу якого приєднався 2000 року. Відіграв за команду з Мальме наступні п'ять сезонів своєї ігрової кар'єри. Більшість часу, проведеного у складі «Мальме», був основним гравцем захисту команди.
Протягом 2005—2009 років захищав кольори клубів «Брондбю» та «Горсенс».
Завершив професійну ігрову кар'єру у клубі «Мальме», у складі якого вже виступав раніше. Прийшов до команди 2010 року, захищав її кольори до припинення виступів на професійному рівні у 2010.

## Виступи за збірну
1995 року дебютував в офіційних матчах у складі національної збірної Камеруну. Протягом кар'єри у національній команді, яка тривала 8 років, провів у формі головної команди країни лише 17 матчів.
У складі збірної був учасником чемпіонату світу 1998 року у Франції.

## Досягнення
- Чемпіон Швеції:

«Мальме»: 2004, 2010